# Agrius rothschildi
Agrius rothschildi là một loài bướm đêm thuộc họ Sphingidae. Loài này có ở New Caledonia. Agrius rothschildi là tên thay thế cho Sphinx fasciatus.
Nó giống như Agrius luctifera nhưng cánh và mình khác.